# وان، کاشاتاق
وان (ارمنی: Վան یا جهانگیربگلو ترکی آذربایجانی: Cahangirbəyli) یک منطقهٔ مسکونی در جمهوری آرتساخ است که در استان کاشاتاق واقع شده‌است.